# 岡村憲司
岡村 憲司（おかむら けんじ、1973年5月2日 - ）は、京都府出身のバスケットボール選手・指導者である。身長190cm、体重88kgで、ポジションはパワーフォワード。

## 来歴
洛南高、日本大学ではいずれも主将を務める。一方で、年代別日本代表も経験した。
卒業後、ジャパンエナジーに入社。バスケットボール部に所属するが、1998年に休部。その後ゼクセル（後のボッシュ）に移籍してオールスターに出場など活躍するも、ボッシュも2002年限りで休部となった。
2002年、三菱電機メルコドルフィンズに移籍。しかし2004年にチームから戦力外通告を受け退社、一般企業に就職し会社員となった。
その間もbjリーグのトライアウトに参加するなどして新天地を求め、2005年には千葉ピアスアローバジャーズにアシスタントコーチ兼任として入団。2006-07シーズンはヘッドコーチ兼任としてリーグ優勝に導き、コーチ・オブ・ザ・イヤーとMVP・ベスト5を獲得する。2007-08シーズンは主将を務める。2008年退団。
2010年から大塚商会アルファーズの専任コーチに就任し、2012年にはヘッドコーチに昇格した。翌2013年からは山梨学院大学バスケットボール部の監督に就任し、大塚商会のアドバイザーを兼任する形で指導にあたった。2015-16シーズンには選手として復帰し、24試合に出場した。
2016年11月、サイバーダイン茨城ロボッツ選手兼アシスタントヘッドコーチに就任。12月3日の福島ファイヤーボンズ戦では先発出場し、27分の出場時間で7得点、6リバウンド、2つのアシストをあげ勝利に貢献した。2017年2月からは茨城のスーバーバイジングコーチに就任。保有するライセンスの関係でヘッドコーチではないが前記の役職でチームの指揮を執った。引き続き2017-18シーズンまでは選手登録もしていた。2018-19シーズン途中の2019年3月23日付で退任。

## 個人成績
| シーズン | チーム   | GP | GS | MPG  | FG%  | 3P% | FT%  | RPG | APG | SPG | BPG | TO  | PPG |
| -------- | -------- | -- | -- | ---- | ---- | --- | ---- | --- | --- | --- | --- | --- | --- |
| 2015-16  | 大塚商会 | 24 | 4  | 17.0 | 36.4 | -   | 55.0 | 2.5 | 1.4 | 0.4 | 0.1 | 0.5 | 0.8 |
| 2016-17  | 茨城     |    |    |      |      |     |      |     |     |     |     |     |     |

### 日本代表歴
- 1993ヤングメンアジア選手権
- 1997ユニバーシアード